# 34484 Kubetzko
34484 Kubetzko è un asteroide della fascia principale. Scoperto nel 2000, presenta un'orbita caratterizzata da un semiasse maggiore pari a 2,3855194 au e da un'eccentricità di 0,1618134, inclinata di 3,23670° rispetto all'eclittica.